# Władysław Markowski (trener)
Władysław Markowski (ur. 10 grudnia 1927 w Wilnie, zm. 5 czerwca 2010 w Gdańsku) – polski koszykarz i trener koszykówki.

## Życiorys
W I lidze debiutował w jej pierwszym sezonie (1947/1948) w barwach YMCA Gdańsk, ale jego drużyna spadła z ligi. W sezonie 1948/1949 wygrał ze Zrywem (późniejszą Spójnią) rozgrywki II ligi. Ze Spójnią zdobył następnie brązowy medal mistrzostw Polski w 1950, wicemistrzostwo Polski w 1951 i brązowy medal mistrzostw Polski w 1954. Zakończył karierę zawodniczą w 1955.
Po zakończeniu kariery pracował jako trener. Jego największym sukcesem było wicemistrzostwo Polski w koszykówce kobiet ze Spójnią Gdańsk w 1969 i 1970. W sezonie 1987/1988 wywalczył z męską drużyną Wybrzeża Gdańsk awans do ekstraklasy, ale drużyna zagrała pod jego kierunkiem tylko jeden sezon w I lidze, zajmując w rozgrywkach ostatnie miejsce.
Jego starszym bratem był Romuald Markowski. Występował wspólnie z nim w barwach Spójni.
Jego żoną była koszykarka Stefania Rogowska.